# Francesco Tanadei
Francesco Tanadey (Locarno, 11 febbraio 1770 – Torino, 1828) è stato uno scultore ed ebanista svizzero italiano.

## Biografia
Francesco Tanadey (Tanadei, Tanade, Canadei, Canadej) fu attivo fra il XVIII e il XIX secolo a Torino. Fu avviato alla scultura da Antonio Pelleago per proseguire la sua formazione a Torino presso la bottega di Giuseppe Maria Bonzanigo di cui fu il miglior allievo. Nel capoluogo piemontese, abile ebanista, fu assai celebre ed apprezzato per la virtuosistica realizzazione di gioielli e cammei in microsculture in avorio di gusto neoclassico. Lavorò per i Savoia a Palazzo Reale di Torino. Godette di grande fama e fortuna durante il Governo del Principe Camillo Filippo Ludovico Borghese a Torino, partecipando con suoi lavori alla Esposizione "d'objets d'art, manufactures et métier" dell'aprile 1805 tenutasi in occasione di una visita di Napoleone Bonaparte e Giuseppina. Con il ritorno dei Savoia nel 1815 la sua professionalità e maestria gli valsero la nomina di ”regio nostre scultore in legno ed avorio” conferitagli dal Re Vittorio Emanuele I di Savoia nel 1816.  Partecipò a numerose mostre ed esposizioni tra le quali si ricordano quella tenutasi all'Accademia delle Scienze di Torino nel 1809, l'Esposizione del 1812 quale "Sculpteur en ivoire et bois de SAI le Prince Gouverneur Général" (Camillo Borghese) e l'Esposizione al "Salon de peinture et de sculpture" di Parigi del 1819. Morì prematuramente nel 1828.